# Србија на Светском првенству у атлетици у дворани 2024.
Србија је учествовала на 19. Светском првенству у атлетици у дворани 2024. одржаном у Глазгову од 1. до 3. марта. У 8 учешћу на светским првенствима у дворани, репрезентацију Србије представљало је 4 атлетичара (1 атлетичар и 3 атлетичаркe), који су се такмичили у 4 дисциплине (1 мушкa и 3 женскe).,
На овом првенству представници Србије нису освојили ни једну медаљу. 
У табели успешности према броју и пласману такмичара који су учествовали у финалним такмичењима (првих 8 такмичара) Србија је са 2 учесника у финалу делила 30. место са 7 бодова.
| Пл.  | Земља  | 1. место | 2. место | 3. место | 4. место | 5. место | 6. место | 7. место | 8. место | Бр. фин. | Бод. |
| ---- | ------ | -------- | -------- | -------- | -------- | -------- | -------- | -------- | -------- | -------- | ---- |
| =30. | Србија | 0        | 0        | 0        | 0        | 1        | 1        | 0        | 0        | 2        | 7    |

## Учесници
| Мушкарци: - Елзан Бибић — 1.500 м | Жене: - Милица Емини — 60 м препоне - Ангелина Топић — Скок увис - Милица Гардашевић — Скок удаљ |  |

## Резултати

### Мушкарци
| Атлетичар   | Дисциплина | Лични рекорд | Квалификације | Квалификације | Полуфинале           | Полуфинале           | Финале               | Финале      | Детаљи |
| Атлетичар   | Дисциплина | Лични рекорд | Резултат      | Место         | Резултат             | Место                | Резултат             | Место       | Детаљи |
| ----------- | ---------- | ------------ | ------------- | ------------- | -------------------- | -------------------- | -------------------- | ----------- | ------ |
| Елзан Бибић | 1.500 м    | 3:37,84      | 3:39,98 ЛРС   | 4. у гр. 4    | Није се квалификовао | Није се квалификовао | Није се квалификовао | 8 / 28 (29) |        |

### Жене
| Атлетичарка       | Дисциплина   | Лични рекорд | Квалификације | Квалификације | Полуфинале            | Полуфинале            | Финале                | Финале       | Детаљи |
| Атлетичарка       | Дисциплина   | Лични рекорд | Резултат      | Место         | Резултат              | Место                 | Резултат              | Место        | Детаљи |
| ----------------- | ------------ | ------------ | ------------- | ------------- | --------------------- | --------------------- | --------------------- | ------------ | ------ |
| Милица Емини      | 60 м препоне | 8,13         | 8,31          | 7. у гр. 4    | Није се квалификовала | Није се квалификовала | Није се квалификовала | 36 / 38 (41) |        |
| Ангелина Топић    | Скок увис    | 1,97 НР      |               |               |                       |                       | 1,92                  | 5 / 9 (11)   |        |
| Милица Гардашевић | Скок удаљ    | 6,91         | 6,74 ЛРС      | 6 / 15        |                       |                       |                       |              |        |